# Christophe Paulin de la Poix de Fréminville

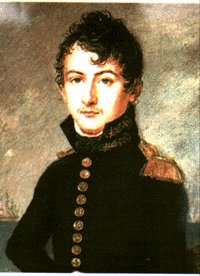
Christophe-Paulin de la Poix de Fréminville

Christophe Paulin de la Poix de Fréminville, Chevalier de Fréminville, (* 24. Januar 1787 in Ivry-sur-Seine; † 12. Januar 1848 in Brest) war ein französischer Marineoffizier, Naturforscher (Zoologe), und Archäologe.

## Leben
Fréminville trat mit 14 Jahren 1801 in die Marine ein und nahm bis 1803 an der militärischen Expedition nach Saint-Domingue teil. Danach diente er als Fähnrich auf verschiedenen Fregatten der französischen Kriegsmarine im Krieg gegen die Engländer, unter anderem auf einer Kaperfahrt auf der La Sirène gegen englische Walfänger nach Spitzbergen und Island (1806/07). Er wurde erst 1811 Leutnant und auch unter der Wiederkehr der Bourbonen stieg er nur noch langsam auf, da Kampfhandlungen ausblieben. Er befuhr die Ostsee und mit der Néreide Westafrika und 1822 die Karibik. 1824 kommandierte er ein eigenes Schiff, die Fleute Bonite und 1825 die Ardour. Er interessierte sich für Naturgeschichte, bewarb sich aber vergeblich um eine Forschungsreise. 1827 wurde er Fregattenkapitän. 1829 testete er ein Log von Pierre Bouguer, das er ungeeignet fand. 1831 nahm er bei der französischen Marine seinen Abschied und lebte in Brest.
Unter dem Pseudonym Caroline de L. veröffentlichte er eine Abhandlung über das Tragen von Frauenkleidern (Essai sur l’influence du costume féminin) und trug selbst öffentlich Frauenkleider. Er soll damit nach dem Tod seiner Freundin (einer Kreolin auf den Iles des Saintes mit Namen Caroline, die Suizid beging, als er in See stach) begonnen haben. Das Buch wirkte damals skandalös. Sein Spitzname war La Chevalière.
Er war ein Pionier der Archäologie in der Bretagne und veröffentlichte darüber Bücher. Beispielsweise berichtete er als Erster über das Megalith-Monument Ty-ar-C’huré und von ihm sind Beschreibungen von Megalithmonumenten der Crozon-Halbinsel erhalten, die später zerstört wurden. Unter dem Pseudonym Bajot veröffentlichte er über die Geschichte von Entdeckungsreisen. 1913 wurden seine Memoiren veröffentlicht. Er gab auch ein Gedicht Le combat des Trente aus dem 14. Jahrhundert heraus (1819) und die Voyage dans le Finistère des bretonischen Schriftstellers Jacques Cambry (1749–1807).
Als Zoologe war er der Erstbeschreiber des Galapagos-Stierkopfhais.
Er war Ritter des Malteserordens, des Ordre royal et militaire de Saint-Louis und des Ordens Christus von Portugal. Er war Mitglied der Sociétés Philomatique et d’Histoire naturelle in Paris und der Association du Temple in Brest, die sich als Nachfolger des Templerordens sah.